# Allerheiligst Hart van Jezuskerk (De Noord)
De Allerheiligst Hart van Jezuskerk is een rooms-katholieke kerk aan de Middenweg 541 in De Noord bij Heerhugowaard.

## Geschiedenis
Rond de eeuwwisseling nam het aantal katholieke gelovigen in de omgeving van De Noord sterk toe. Besloten werd een nieuwe kerk te bouwen. Een parochiaan stelde een stuk grond ter beschikking, waar de kerk en pastorie gebouwd konden worden. De bouwkosten werden begroot op fl.62.782,-. Architect C.P.W. Dessing ontwierp een driebeukige basiliek in neoromaanse stijl, met naast de entree een klokkentoren met koepelvormig dak. Binnen wordt de kerk overdekt met een houten tongewelf.
De eerste paal werd op 21 januari 1910 geslagen en negen maanden later was de kerk gereed. De kerk stond in het begin alleen tussen de weilanden, maar al snel na de opening werden er andere huizen, winkels en een café bijgebouwd. Hiermee ontstond het hart van het huidige dorp. Op 22 november 1910 werd de kerk door Deken Ebbinkhuizen ingewijd. De consecratie door bisschop Callier vond plaats op 1 mei 1911.
Tijdens het interbellum werd het interieur van de kerk verfraaid met een preekstoel, biechtstoelen en de voltooiing van het hoofdaltaar. De loden luidklok uit 1911 werd in 1943 door de Duitse bezetter gevorderd en kon pas in 1946 vervangen worden.
Na de oorlog werd het interieur gewijzigd. In 1953 werd een Mariakapel bijgebouwd. In 1968, tijdens de 'tweede beeldenstorm', werd het interieur versoberd. Het hoofdaltaar en de zijaltaren werden afgebroken, de preekstoel en de communiebanken verdwenen.